# Modryniec
Modryniec (prononciation : [mɔˈdrɨɲet͡s]) est un village polonais de la gmina de Mircze dans le powiat de Hrubieszów de la voïvodie de Lublin dans l'est de la Pologne, à la frontière avec l'Ukraine.
Il se situe à environ 6 kilomètres au nord de Mircze (siège de la gmina), 13 kilomètres au sud-est de Hrubieszów (siège du powiat) et 112 kilomètres au sud-est de Lublin (capitale de la voïvodie).

## Histoire
De 1975 à 1998, le village est attaché administrativement à la voïvodie de Zamość.

Depuis 1999, il fait partie de la voïvodie de Lublin.